# Katedrála svatých apoštolů Petra a Pavla (Lehnice)
Katedrála svatých apoštolů Petra a Pavla se nachází na Katedrálním náměstí (pl. Katedralny) v Lehnici.

## Historie a architektura
První písemná zmínka o katedrále pochází z roku 1208. Chrám pravděpodobně shořel během obléhání města v roce 1241, současná stavba byla postavená v letech 1333–1380, a v roce 1378 dokončená výstavba severní věže. Mezi stavitele katedrály patřil zedník Wiland, nejpravděpodobněji syn stejnojmenného vratislavského zedníka. V 15. století bylo dostavěno 9 bočních kapli.
V roce 1648 požár zničil většinu vybavení a narušil hlavní loď katedrály. V letech 1892–1894 byla katedrála přestavěna v novogotickém stylu, vystavěna jižní věž, část hradeb a část architektonických detailů byla upravena.
Západní portál z let 1338–1341 byl ozdoben gotickou kamennou sochou Panny Marie s Ježíškem. Na severním portálu je zobrazeno Klanění tří králů, vzácný motiv v gotickém umění. V chrámu se také nachází pětidílný oltářní obraz z 15. století, na kterém jsou scény se sv. Annou Samotřetí, sv. Hedvikou a Ježíšovým ukřižováním – nejcennější a zároveň jediná památka gotického malířství, která se nachází v severní kapli kostela.
Uvnitř chrámu jsou četné epitafy, renesanční kazatelna z let 1586–1588, barokní oltář, bronzová křtitelnice ve tvaru kalicha z 13. století, sochy apoštolů z 14. století, náhrobní deska knížete Ludvíka II. Lehnicko-Břežského a jeho choti Alžběty Braniborské. V roce 1645 byl v katedrále pohřben kapitán-poručík císařského majestátu Jáchym Friedrich z rodiny Bilicerů z Prudníku.
Dne 25. března 1992 papež Jan Pavel II. povýšil kostel na katedrálu bulou Totus Tuus Poloniae Populus a 2. června 1997 katedrálu navštívil.
Dne 10. dubna 2011 byla ve vestibulu hlavního vchodu do chrámu slavnostně odhalena pamětní deska věnovaná obětem havárie polského Tu-154 ve Smolensku. Na pamětní desce kromě seznamu obětí havárie je věta: „Během svého života a po jeho smrti byl prezident ponížen a zesměšňován některými lidmi, ale pro mnoho krajanů byl nadějí na znovuvybudování nezávislého a spravedlivého Polska“.
Dne 5. listopadu 2014 byl v kryptě katedrály pohřben P. dr. hab. Władysław Bochnak (1934–2014), dlouholetý kněz katedrální farnosti, a 11. března 2017 Tadeáš Rybak, první biskup v Lehnici.

## Galerie

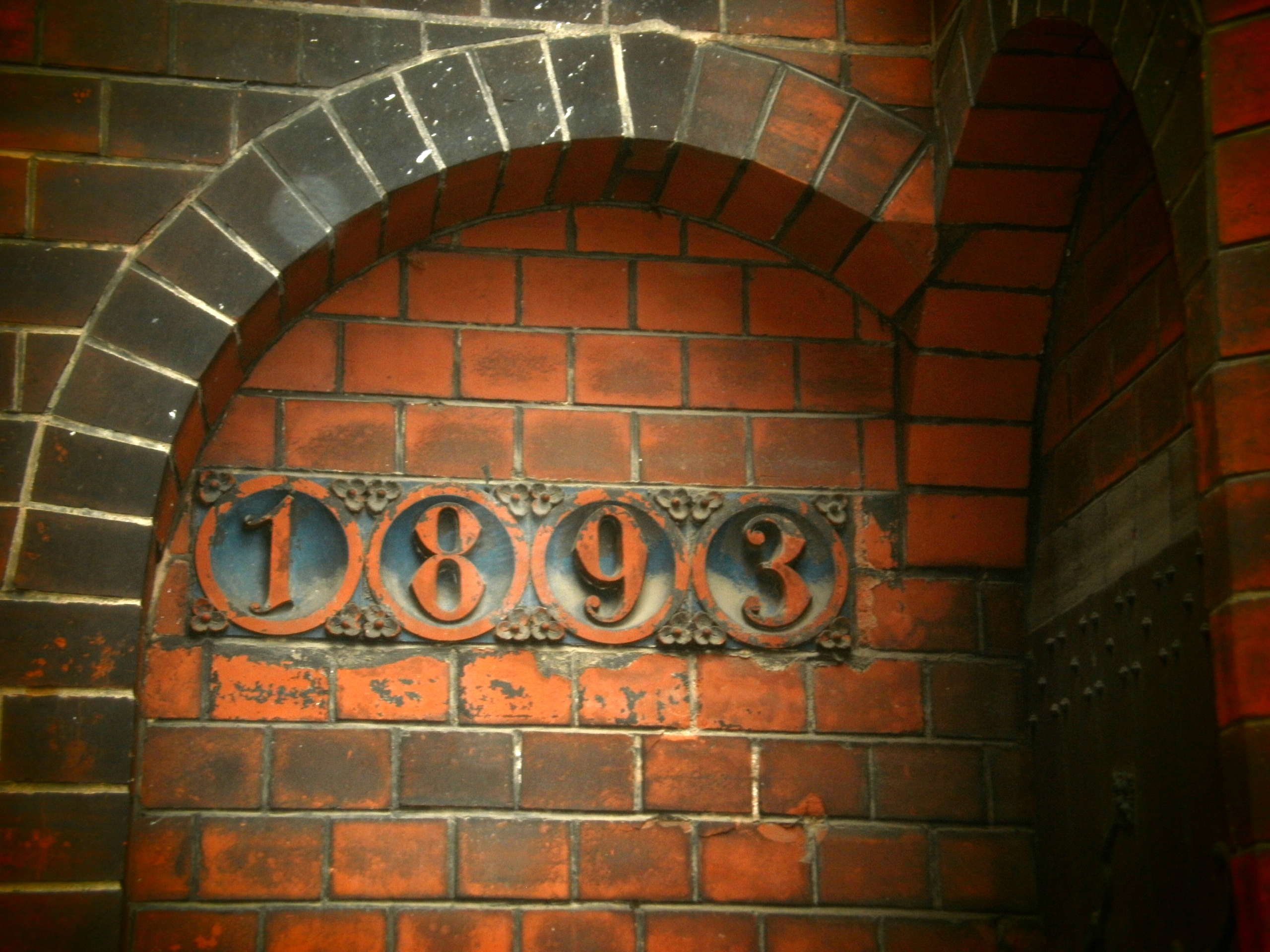
Katedrála svatých Petra a Pavla v Lehnici
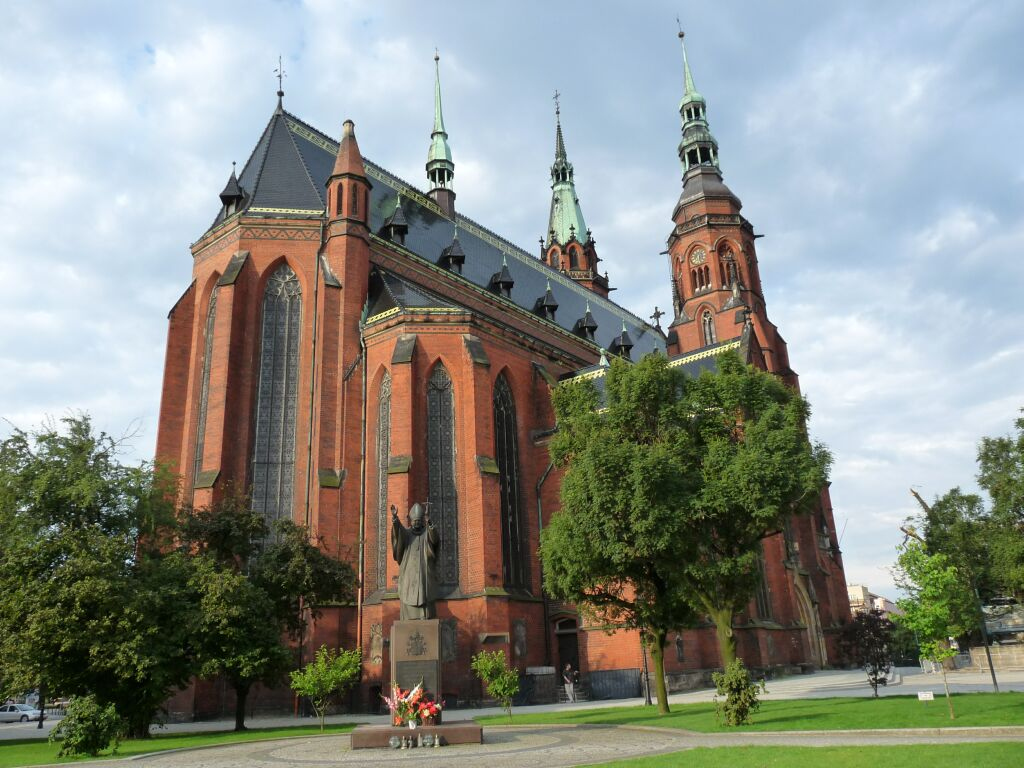
Fotografie pořízená z náměstí Powstańców Wielkopolskich. Pomník Jana Pavla II v popředí
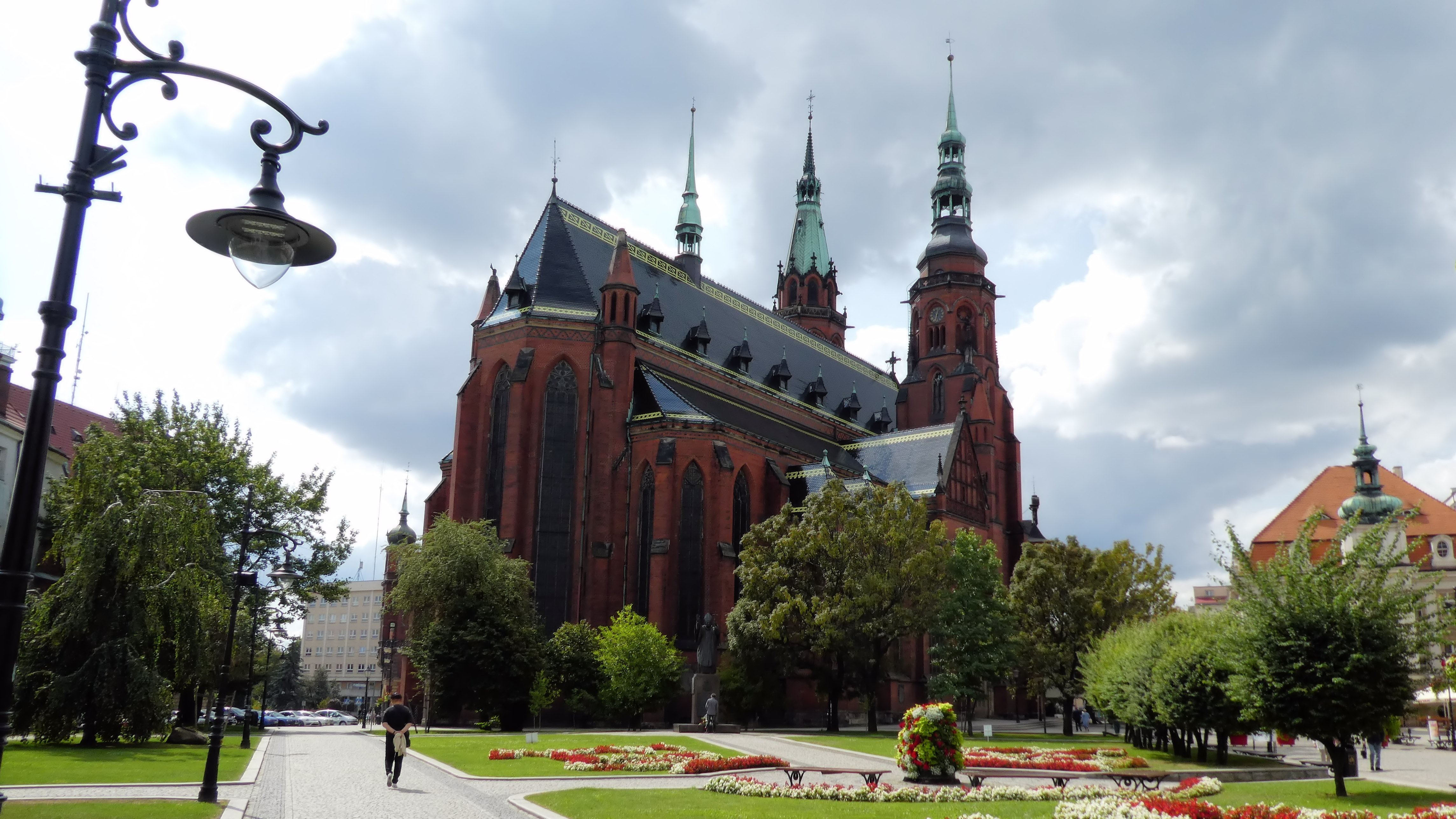
Záběr ze severní části náměstí Powstańców Wielkopolskich
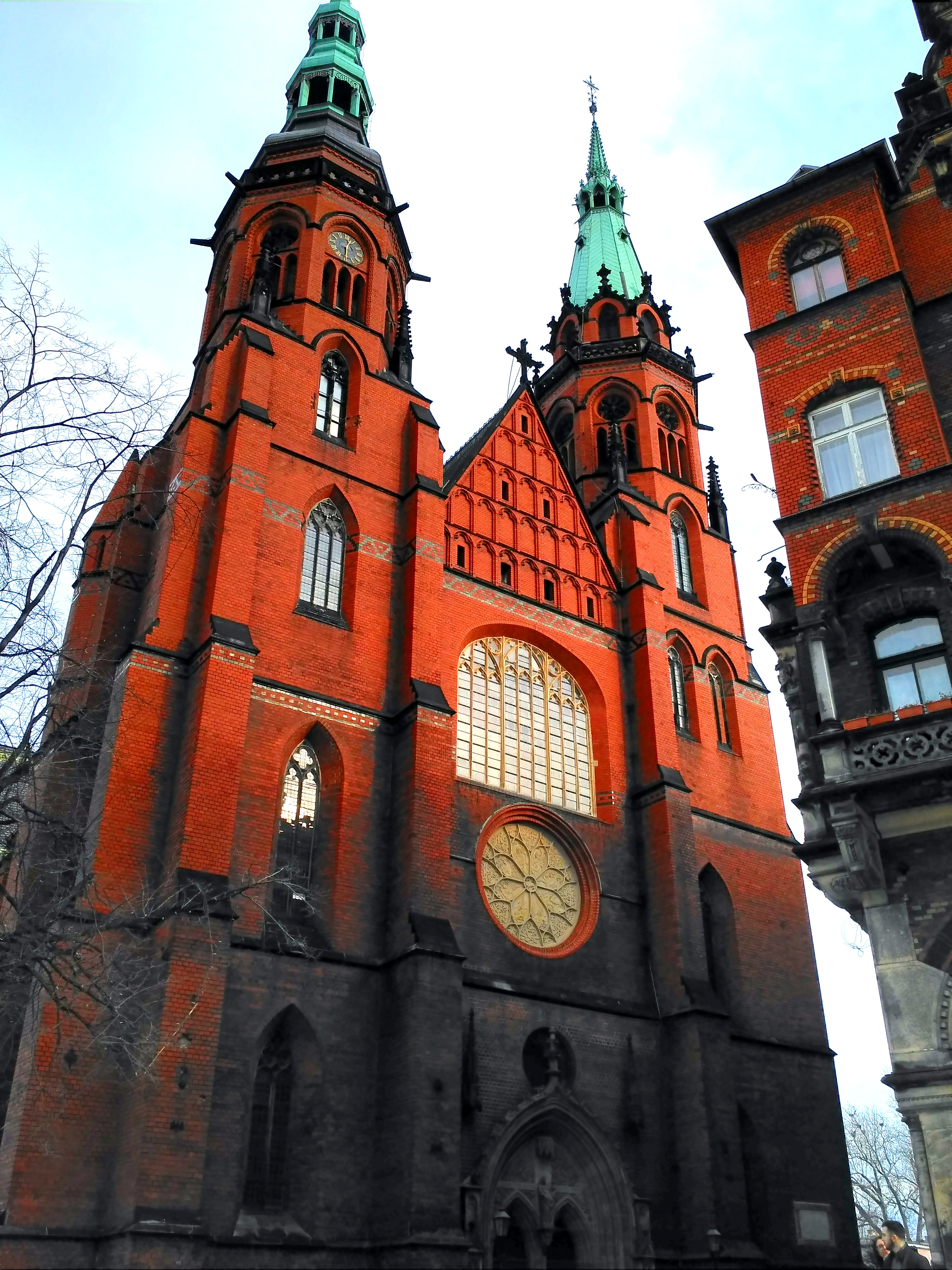
Věže katedrály
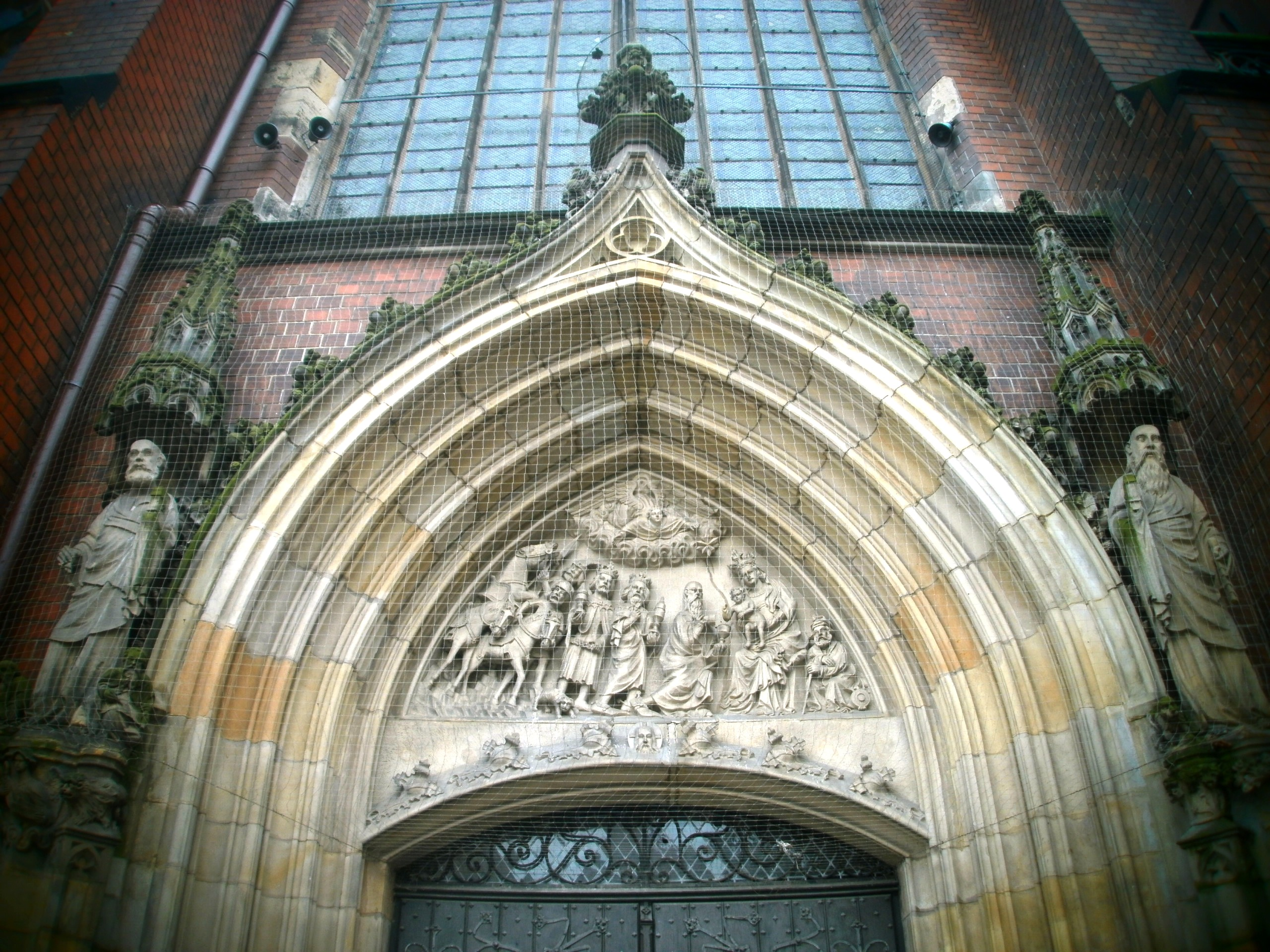
Severní portál – scéna Klanění tří králů
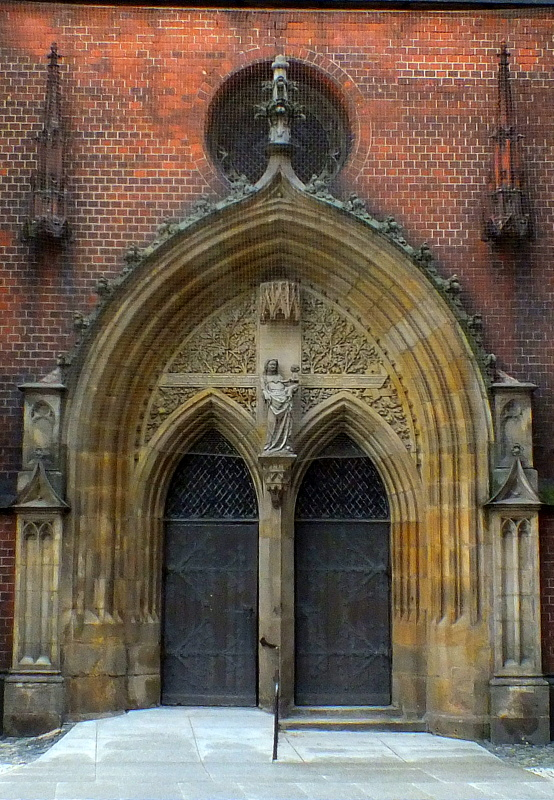
Západní portál
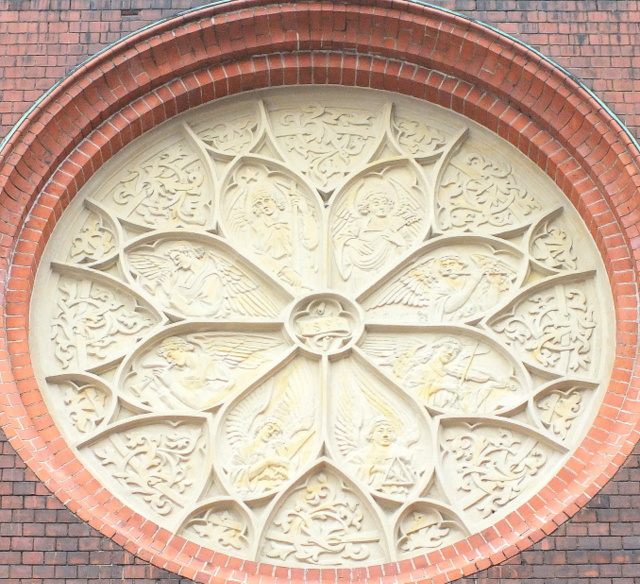
Rozeta nad západním portálem
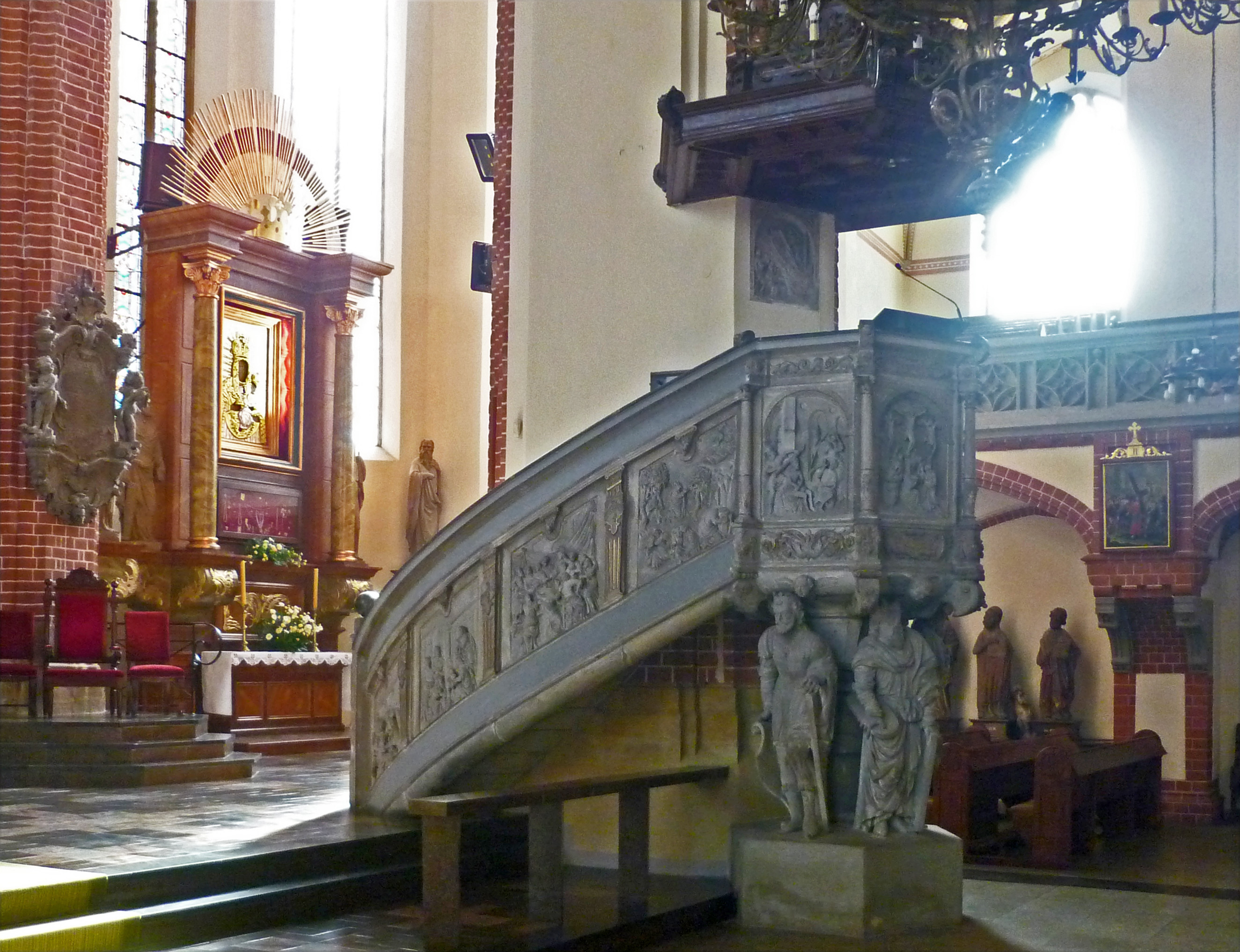
Renesanční kazatelna z let 1586–1588
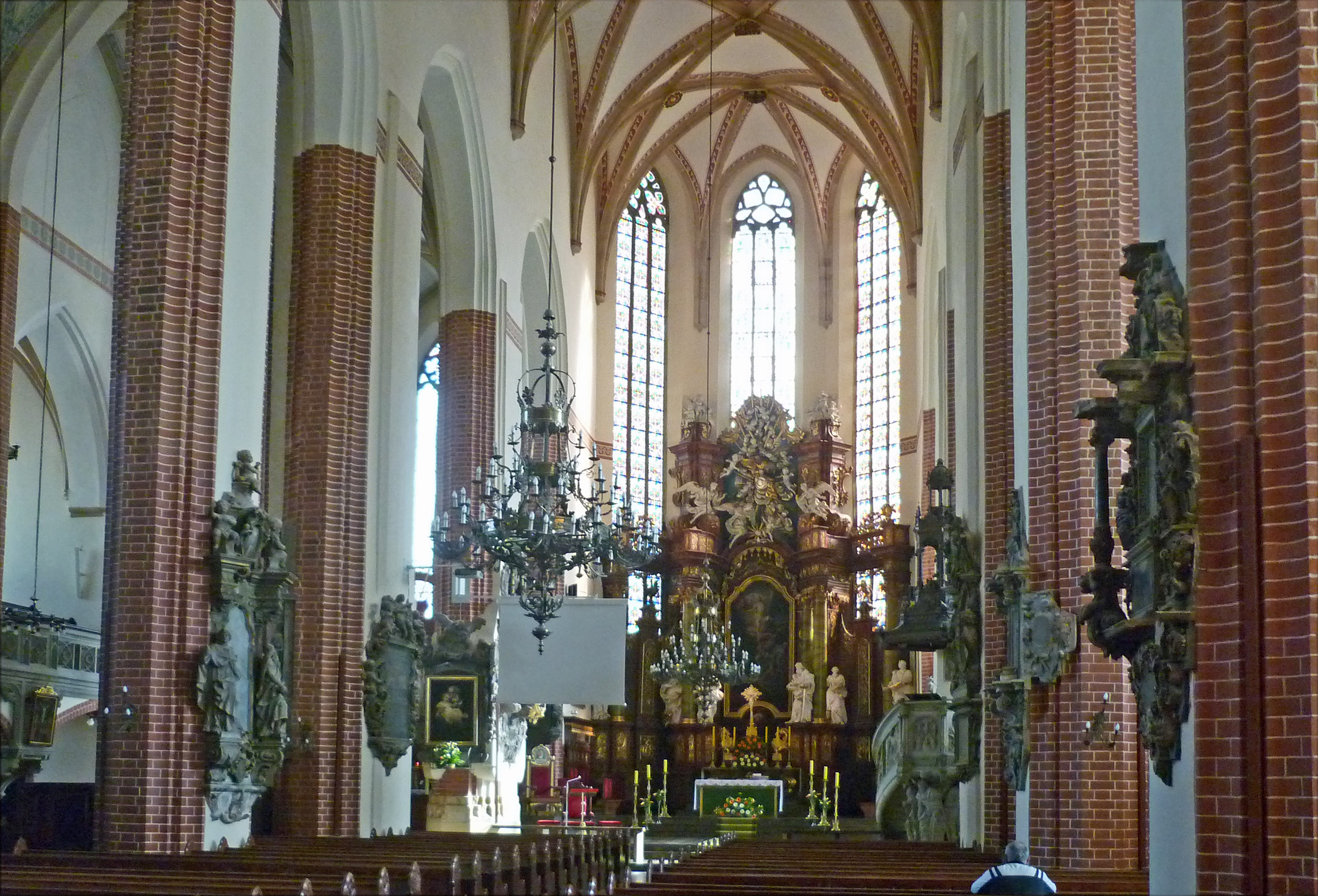
Barokní oltář
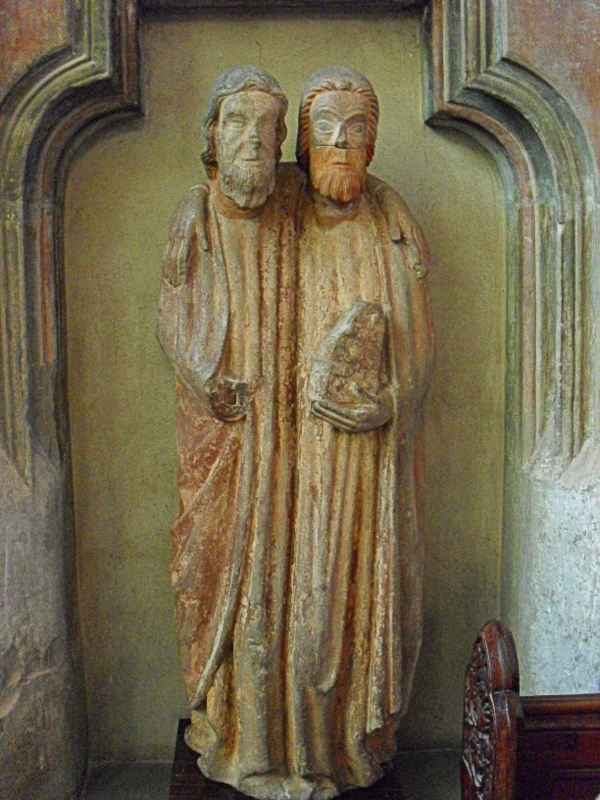
Patroni diecéze sv. Petr a sv. Pavel
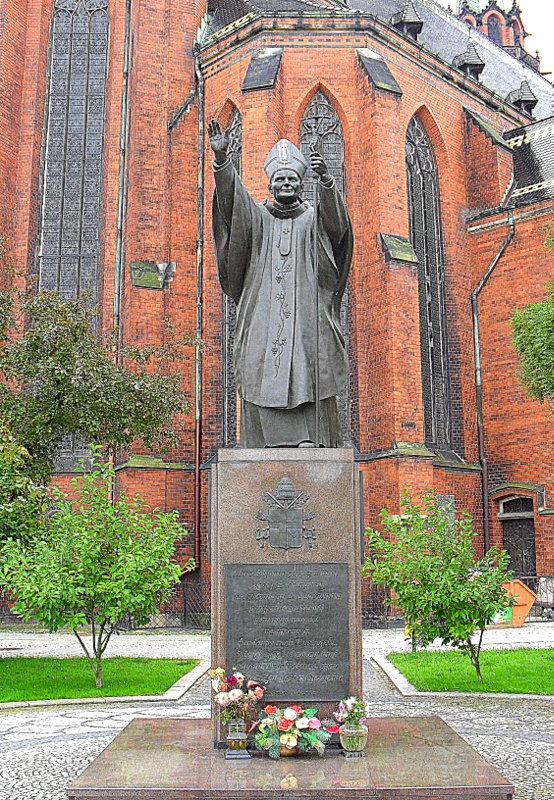
Pomník papeže Jana Pavla II
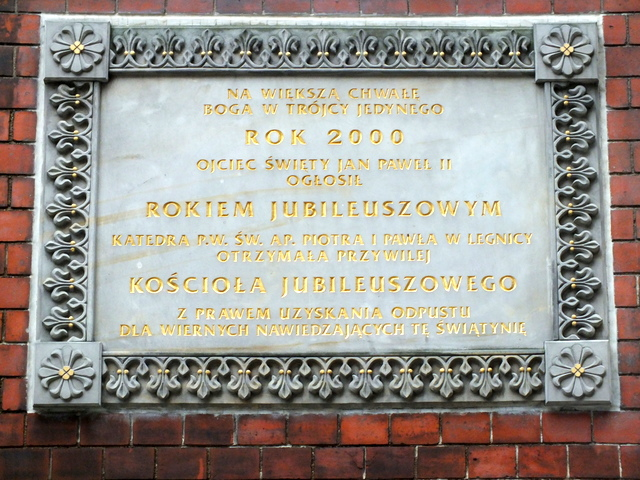
Pamětní deska k velkému jubileu roku 2000